# Нанди-Ндайтва, Нетумбо
Ндемупелила Нетумбо Нанди-Ндайтва (англ. Ndemupelila Netumbo Nandi-Ndaitwah; род. 29 октября 1952, Ошана) — намибийский политик, с 3 декабря 2024 года избранный президент Намибии, после победы на президентских выборах стала первой избранной женщиной-президентом страны, вступила в должность 21 марта 2025 года. После приведения к присяге Нанголо Мбумбы в качестве нового президента Намибии в связи со смертью Хаге Гейнгоба была им назначена вице-президентом страны.
В 2017 году Нанди-Ндайтва была избрана вице-президентом партии СВАПО на 6-м съезде партии, став первой женщиной, занявшей эту должность. Ранее она занимала должность заместителя премьер-министра Намибии с марта 2015 по февраль 2024 года, министра международных отношений и сотрудничества Намибии с декабря 2012 по февраль 2024 года и министра окружающей среды и туризма с марта 2010 по декабрь 2012 года. Член СВАПО, правящей партии Намибии. Давний депутат Национальной ассамблеи.

## Ранняя жизнь и образование
Родилась 29 октября 1952 года в семье Юстины Некото Шадука-Нанди и Петруса Нанди в Онамутаи на севере Намибии. Ндайтва получила образование в миссии Святой Марии в Одибо.
Нанди-Ндайтва отправилась в изгнание в 1974 году, где и присоединилась к членам СВАПО в Замбии. С 1974 по 1975 год работала в штаб-квартире СВАПО в Лусаке, Замбия, с 1975 по 1976 год посещала курсы в Высшей школе Ленинского комсомола в Советском Союзе. Она окончила университет с дипломом по специальности «Работа и практика коммунистического молодёжного движения». В 1987 году получила диплом аспиранта по государственному управлению и менеджменту в Технологическом колледже Глазго, Великобритания, а в 1988 году — ещё один диплом аспиранта по международным отношениям в Килском университете, Великобритания. В 1989 году получила степень магистра дипломатических наук, также в Кильском университете.

## Политическая карьера
Нанди-Ндайтва была заместителем представителя СВАПО в Замбии с 1976 по 1978 год и главным представителем партии в Замбии с 1978 по 1980 год. С 1980 по 1986 год она была главным представителем СВАПО в Восточной Африке, базировавшимся в Дар-эс-Саламе. Также она была членом центрального комитета СВАПО с 1976 по 1986 год и президентом Национальной женской организации Намибии (НАНАВО) с 1991 по 1994 год.
Она была членом Национальной ассамблеи Намибии с 1990 года. Она была заместителем министра международных отношений и сотрудничества с 1990 по 1996 год и впервые получила министерский статус в 1996 году в качестве генерального директора по делам женщин в Администрации президента, где проработала до 2000 года. В 2000 году она была повышена до министра и получила портфель по делам женщин и защите детей.

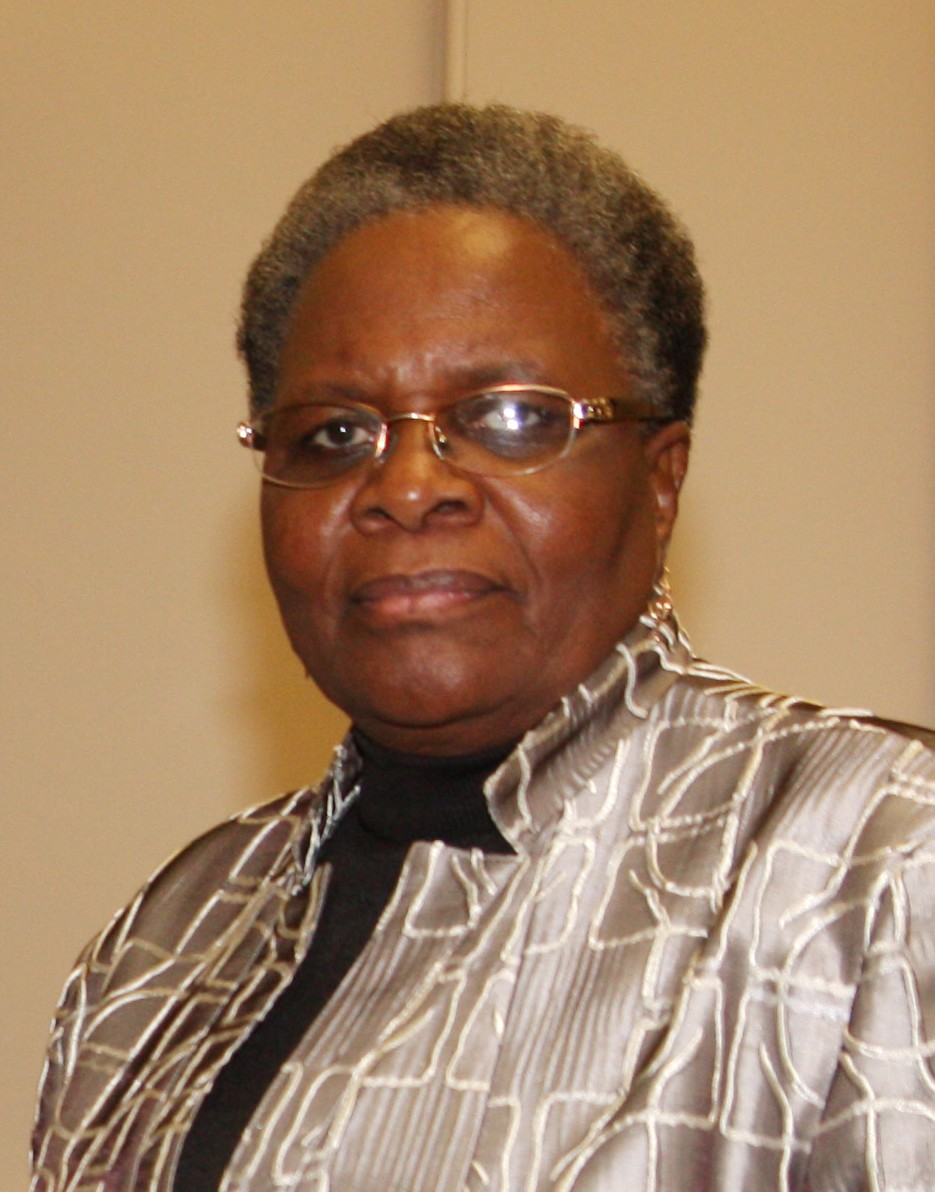
Нанди-Ндайтва в 2015 году

С 2005 по 2010 год была министром информации и телерадиовещания в кабинете министров Намибии. Впоследствии она занимала пост министра окружающей среды и туризма до крупных перестановок в кабинете министров в декабре 2012 года, в результате которых она была назначена министром иностранных дел, с тех пор этот пост был переименован в международные отношения и сотрудничество.
При президенте Хаге Гейнгобе Нанди-Ндайтва была назначена заместителем премьер-министра Намибии в марте 2015 года, параллельно занимая пост министра международных отношений и сотрудничества. Нанди-Ндайтва входит как в центральный комитет, так и в политбюро СВАПО. Она также является секретарём партии по информации и мобилизации и, как таковая, является одним из главных представителей СВАПО.
В марте 2023 года президент Хаге Гейнгоб назвал Нетумбо Нанди-Ндайтву единственным кандидатом от правящей партии СВАПО на всеобщих выборах 2024 года. После смерти Гейнгоба в феврале 2024 года Нанди-Ндайтва была назначена вице-президентом, сменив Нанголо Мбумбу, который стал президентом. Она стала первой женщиной на этой должности.
3 декабря 2024 года избирательная комиссия объявила Нанди-Ндайтву победительницей президентских выборов, набрав 57,31 % голосов, таким образом, она стала первой избранной женщиной-президентом в Намибии. Вступила в должность 21 марта 2025 года.

## Личная жизнь
Нанди-Ндайтва замужем за Эпафрасом Денга Ндайтва, бывшим главнокомандующим Силами обороны Намибии.

## Интересы
Интересы Нанди-Ндайтвы связаны с детьми, общественной работой и чтением.